# Urdd Gobaith Cymru
Urdd Gobaith Cymru (Lliga per a la Joventut de Gal·les, o altrement dit, Lliga per a l'Esperança de Gal·les, UGC) és una societat gal·lesa fundada el 1922 per Ifan ab Owen Edwards, compta amb 1.500 branques i uns 50.000 membres (2006) i es dedica a promocionar el gal·lès entre els joves, organitzar campaments, l'eisteddfod juvenil (sovint retransmès pel S4C) i activitats esportives (rugbi, natació i futbol). Afirma ser una de les organitzacions juvenils més grans d'Europa. El seu logotip és un triangle amb els colors verd (Gal·les), vermell (els joves) i blanc (Jesucrist).
Els seus membres es divideixen en tres grups segons les edats: ensenyament primari (menys d'11 anys) ensenyament secundari (entre 11 i 16 anys)i estudiants o joves treballadors, entre 16 i 25. L'Urdd s'organitza en grups locals agrupats en la zona de reclutament, basant-se en escoles d'ensenyament en gal·lès, i alhora organitzades segons les regions i comtats.
Fou creada el 1922 després d'una crida a la revista Cymru'r Plant (infants de Gal·les). El 1925 va llançar el seu primer missatge de pau i bona voluntat arreu de Gal·les i el 1932 va crear el seu primer campament a Llangrannog. Posteriorment, en 1950, crearen un altre campament a Glan-llyn als marges del Llyn Tegid, al nord de Gal·les; i el tercer, en 2004, al Millennium Centre de Cardiff.
El 1939 va donar suport a la iniciativa d'un grup de pares per a la fundació a Aberystwyth de la primera escola d'ensenyament primari únicament en gal·lès, Ysgol Gymraeg Urdd Gobaith Cymru (Escola gal·lesa d'Urdd), amb set alumnes. Fou la primera Ysgol Gymraeg on gairebé totes les assignatures eren impartides en gal·lès (llevat a vegades de matemàtiques i ciències naturals).